# Hôtel de Ville (Montreal)

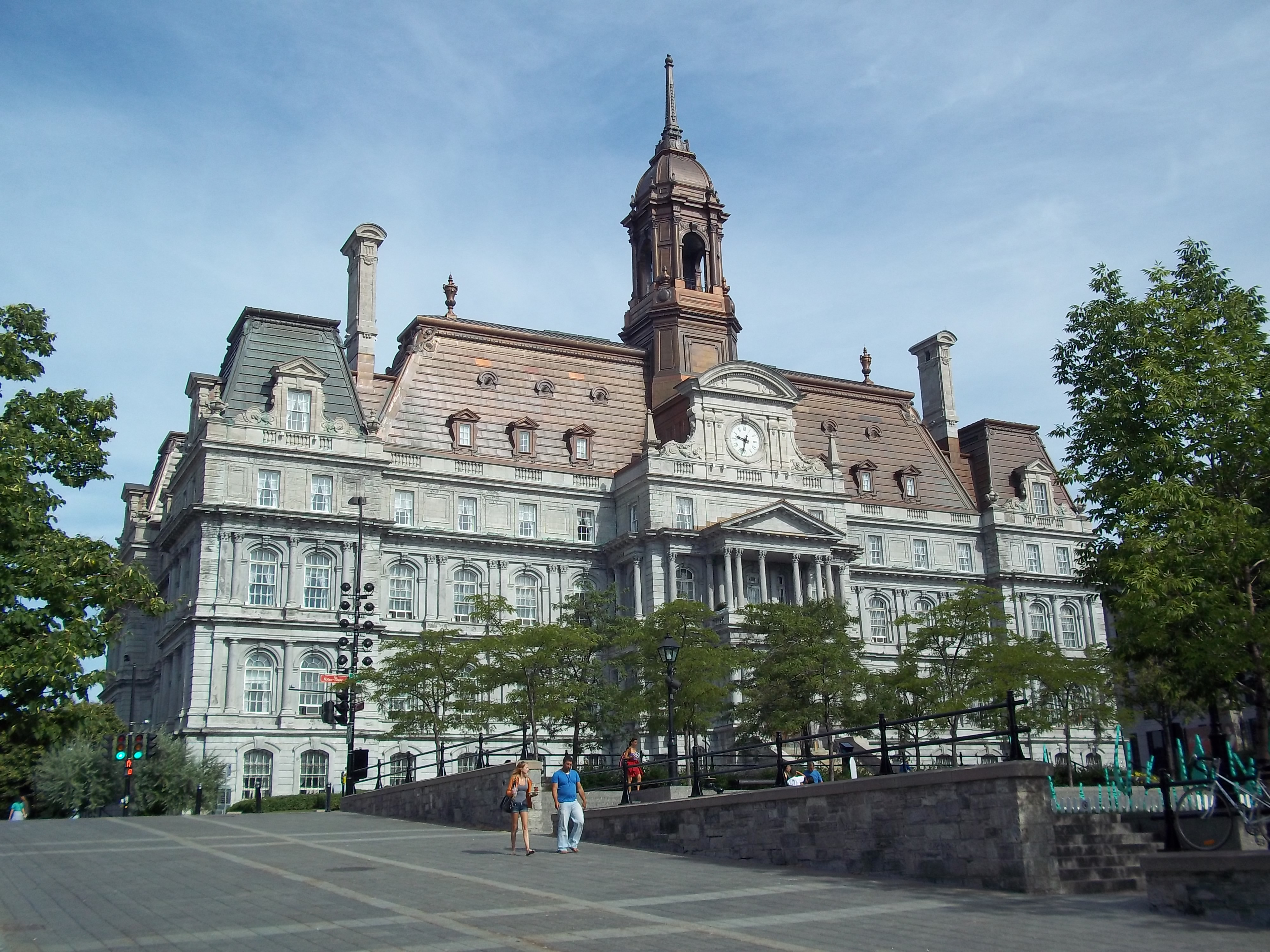
Hôtel de Ville von Montreal

Das Hôtel de Ville ist das Rathaus von Montreal. Es befindet sich in der Altstadt (Vieux-Montréal) an der Rue Notre-Dame Est 275, zwischen dem Place Jacques-Cartier und dem Champ-de-Mars sowie gegenüber dem Château Ramezay. Das Gebäude entstand in den Jahren 1872 bis 1878. Als herausragendes Beispiel des Second-Empire-Stils in Kanada und als erstes eigens für städtische Verwaltungszwecke errichtete Gebäude des Landes wurde das Hôtel de Ville im Jahr 1984 zur Nationalen Historischen Stätte erklärt.

## Geschichte

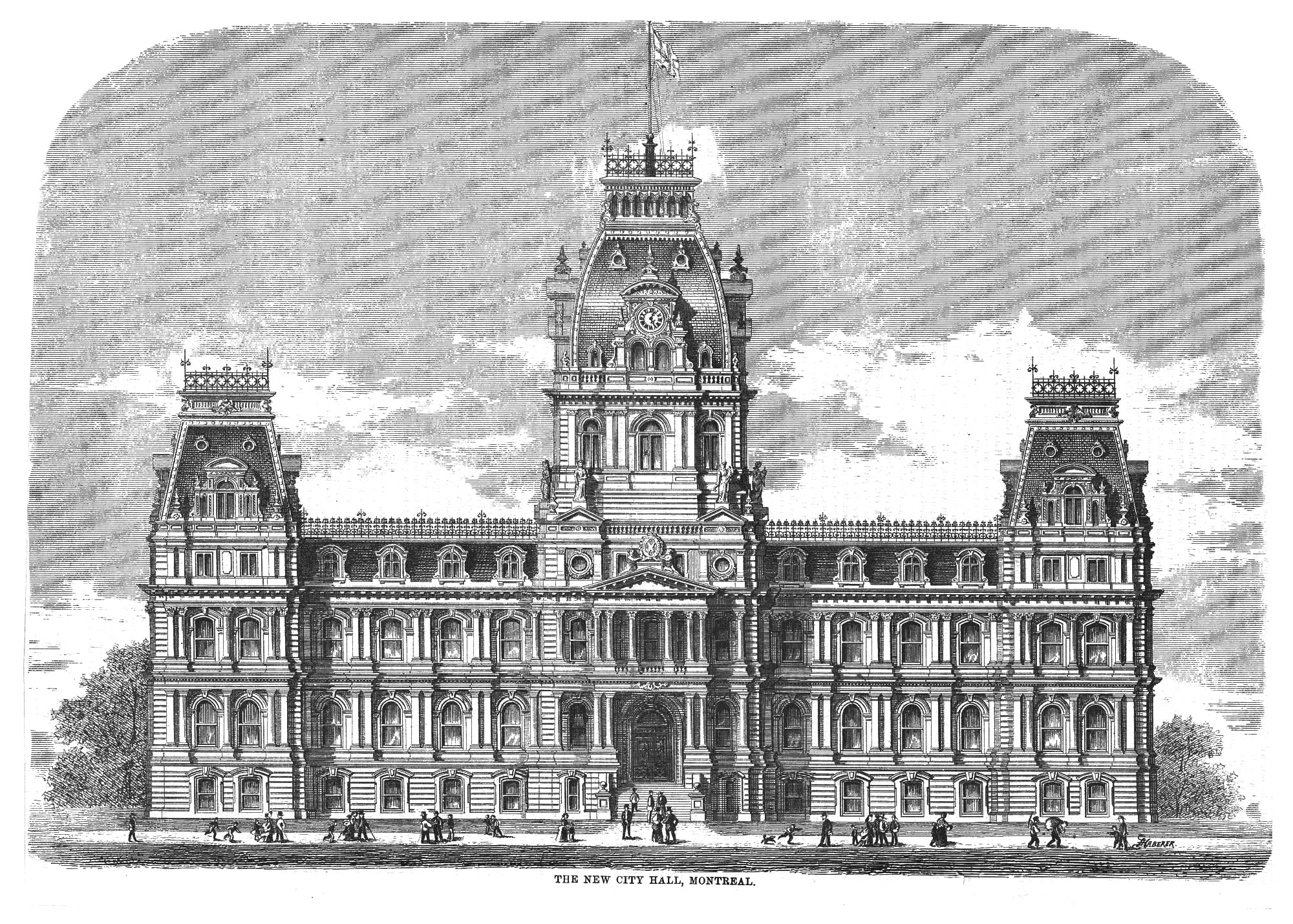
Voransicht des Hôtel de ville aus dem Jahr 1874

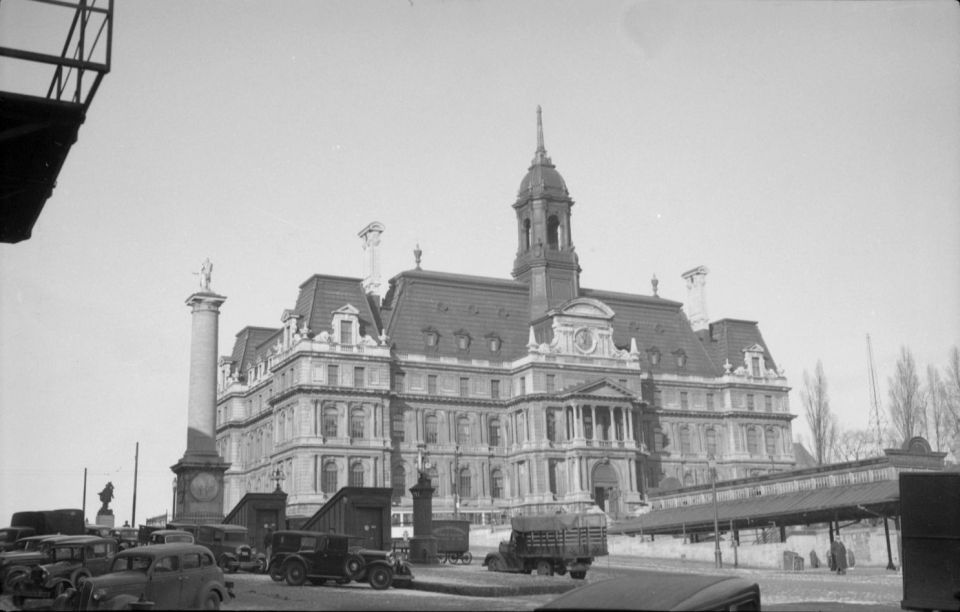
Das nach dem Brand von 1926 neu errichtete Rathaus im Jahr 1937

Nachdem Montreal 1832 den Status einer selbstverwalteten Stadt erhalten hatte, nutzten Bürgermeister und Stadtrat nacheinander sechs verschiedene Gebäude, darunter den ehemaligen Justizpalast und den Marché Bonsecours. Diese Dauerprovisorien genügten den Ansprüchen nicht, so dass der Beschluss fiel, ein Rathaus zu errichten. Die Bauarbeiten begannen 1872 und dauerten sechs Jahre, die Architekten waren Henri-Maurice Perrault und Alexander Cowper Hutchison. Am 11. März 1878 erfolgte die Einweihung.
Im März 1922 zerstörte ein Brand das Gebäude weitgehend, nur die Fassaden blieben stehen. Der Stadtbaumeister Louis Parant erhielt den Auftrag zum Wiederaufbau. Im Innern entstand daraufhin ein völlig neues selbsttragendes Stahlskelett. Das Gebäude wurde um ein Stockwerk erhöht und das Mansarddach erhielt eine Kupferverkleidung anstelle der ursprünglichen Schieferplatten, nach dem Vorbild des Rathauses von Tours. Der Wiederaufbau war am 15. Februar 1926 abgeschlossen. Von 1932 bis 1934 entstand an der hinteren Seite zum Champ de Mars hin ein Annexbau.

## Bauwerk
Das aus grauem Kalkstein errichtete, fünfstöckige Rathaus steht leicht erhöht auf einer Geländeterrasse, so dass es auch aus einiger Entfernung sichtbar ist. Die der Rue Notre-Dame zugewandte Hauptfassade besteht aus fünf symmetrischen Abschnitten und einem zentralen, hervorspringenden Risalit mit Portikus. Das Mansarddach, die Kamine, ein Glockenturm und eine Turmuhr unterstreichen die Monumentalität des Gebäudes. Während der untere Teil des Gebäudes der italienischen Renaissance nachempfunden ist und somit dem damaligen britischen Architekturgeschmack entspricht, ist der obere Teil im französisch geprägten Beaux-Arts-Stil gehalten.